# Monte Cazazza
Monte Cazazza (13 novembre 1954 – 30 giugno 2023) è stato un musicista e compositore statunitense noto per il suo ruolo fondamentale nello sviluppo della musica Industrial (termine coniato da lui stesso) e per le sue incisioni pubblicate per l'etichetta londinese Industrial Records.

## Biografia

### Studi e prime performance
Nel 1971, Cazazza fece il suo debutto come artista quando, nel suo primo giorno da studente all'Oakland's College of Arts and Crafts, gettò del cemento sulle scale, rendendo impossibile l'accesso alla scuola. In seguito a questa performance Cazazza fu cacciato dalla scuola. Nello stesso anno, ben prima della fanzine culture di fine anni '70, pubblica la fanzine Nitrous Oxide e partecipa a una mostra a San Francisco con alcuni collage in cui dei peni sostituiscono i pistilli dei fiori di orchidea.
Fin dai primi anni di attività, Cazazza si era costruito una reputazione underground come artista dall'estetica potenzialmente pericolosa e antisociale, tanto che il Manuale di cultura industriale di V. Vale e Andrea Juno ha descritto il suo lavoro come "focolai di follia sottilmente camuffati da eventi artistici". Nel 1972 realizza la sua performance più spettacolare: invitato a una conferenza d'arte in una piacevole atmosfera nelle foreste della California, arriva con una guardia del corpo armata, avvelena il cibo con l'arsenico, durante il pranzo lancia mattoni con la scritta "DADA" sulla gente affamata e brucia la carcassa di un gatto semidecomposta e cosparsa di vermi mentre la sua guardia del corpo bloccava l'uscita. Le immagini di questa performance sono state rilasciate in tutto il mondo.
Già nel 1974, Monte Cazazza entrò in contatto per la prima volta con Genesis P-Orridge e Cosey Fanni Tutti del gruppo performativo britannico COUM Transmissions, che rimasero affascinati da una foto di Cazazza sulla copertina del numero di gennaio di Vile, una rivista di mail art americana. La foto lo mostrava sorridente con un torso nudo e macchiato di sangue e un cuore (apparentemente) strappato in mano. Così Monte Cazazza entrarò nell'ambiente degli esordi del movimento di musica industriale che graviterà attorno alla band Throbbing Gristle.
Nel dicembre 1975 ha eseguito la performance Futurist Sintesi in una galleria di San Francisco, dove una grande statua di Gesù è stata ritualmente "violentata" e infine distrutta con motoseghe.
La prima collaborazione tra Monte Cazazza e Genesis P-Orridge fu la produzione della "Cartolina commemorativa di Gary Gilmore", il criminale statunitense che chiese per se la più alta condanna possibile e fu giustiziato nel 1977. L'immagine in posa sulla cartolina è stata venduta come maglietta più di 6.000 volte ed è stata ritenuta autentica e stampata dall'Hong Kong Daily News. I proventi delle magliette hanno finanziato il viaggio di Cazazza a Londra per vedere Throbbing Gristle. Insieme hanno prodotto un altro film in cui Cazazza e un ragazzo di 14 anni ricreano un'esecuzione sulla sedia elettrica.
In seguito Monte Cazazza si concentrerà sulla produzione di musica.

### Le produzioni musicali
Nel 1977 Cazazza iniziò a realizzare le sue prime registrazioni musicali. Nel 1979/80 portarono all'uscita di due singoli e una cassetta dal vivo per l'etichetta Industrial Records dei Throbbing Gristle, per la quale coniò lo slogan "Musica industriale per gente industriale".
Nel 1982 ha pubblicato ulteriori registrazioni, spesso insieme a Tana Emmolo-Smith. Co queste la sua attività musicale si concluse quasi definitivamente. Dopo brevi intermezzi con la band Factrix e nei primi giorni con Psychic TV, raramente si sentiva parlare di lui.
Alcuni dei suoi primi lavori sono stati raccolti e pubblicati dalla sottoetichetta The Grey Area of Mute nel 1992 nell'album The Worst of Monte Cazazza. Nel settembre 2010, il suo primo album The Cynic, composto da sette tracce, fu pubblicato dalla sottoetichetta della Mute Records chiamata Blast First.
In seguito fonda la società cinematografica e di distribuzione indipendente MMFilms con Michelle Handelman e varie produce registrazioni per colonne sonore.
Monte Cazazza muore il 30 giugno 2023. A darne notizia fu la sua amica Meri St. Mary.

## Discografia

### Solista
- To Mom On Mother's Day (7") (Industrial Records) (1979)
- At Leeds Fan Club/Scala, London/Oundle School (Cass) (Industrial Records) (1980)
- Something For Nobody (7") (Industrial Records) (1980)
- Stairway To Hell/Sex Is No Emergency (7") (Sordide Sentimental) (1982)
- The Worst of Monte Cazazza (CD) (The Grey Area) (1992)
- Kill Yur Self (12") (Telepathic Recordings) (1996)
- Power Versus Wisdom, Live (CD) (Side Effects) (1996)
- The Cynic (CD) (Blast First Petite) (2010)

### Con Factrix
- California Babylon (LP) (Subterranean Records) (1982)

### Con i Chaos Of The Night
- Live At KFJC (CD) (Endorphine Factory)

### Con Psychic TV
- Dreams Less Sweet (LP) (CBS) (1983)
- Godstar (12") (Temple Records) (1985)
- Mouth Of The Night (LP) (Temple Records) (1985)
- Themes 3 (LP) (Temple Records) (1986)
- Live In Heaven (LP) (Temple Records) (1987)
- Allegory and Self (LP) (Temple Records) (1988)
- A Real Swedish Live Show (LP) (Thee Temple Ov Psychick Youth Scandinavia) (1989)
- City Ov London/City Ov Glasgow (CD) (Temple Records) (1991)
- Live In Glasgow Plus (CD) (Temple Records) (2003)
- Godstar: Thee Director's Cut (CD) (Temple Records) (2004)

### Con The Atom Smashers
- First Strike (LP) (Pathfinder Records) (1986)

### Con The Love Force
- "Climax", "Six Eyes From Hell", and "Liars (Feed Those Christians To The Lions)" on the album The Worst Of Monte Cazazza (CD) (The Grey Area) (1992)

### Con Esperik Glare
- "A City in the Sea" on the 7" As the Insects Swarm (7") (Static Hum Records) (2008)